# Coryphantha tripugionacantha
Coryphantha tripugionacantha är en kaktusväxtart som beskrevs av A.B. Lau. Coryphantha tripugionacantha ingår i släktet Coryphantha, och familjen kaktusväxter. Inga underarter finns listade i Catalogue of Life.

## Bildgalleri

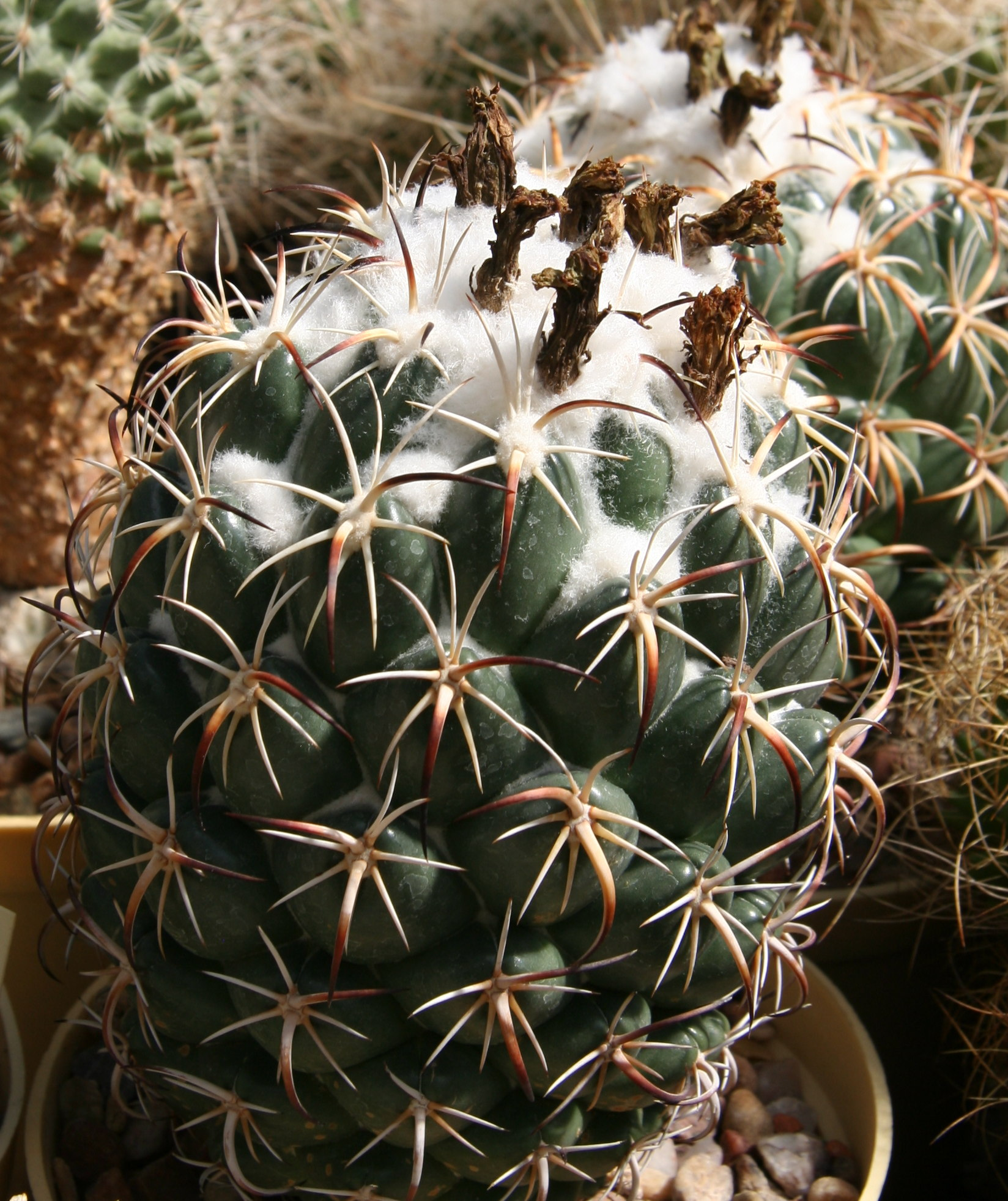